# نادي قاسم باشا

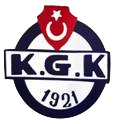
الشعار السابق للنادي

نادي قاسم باشا الرياضي (بالتركية: Kasımpaşa Spor Kulübü)‏ هو نادٍ رياضي تركي أُسِّسَ في 15 يناير 1921 ويلعب في دوري السوبر التركي.

## وصلات خارجية
- الموقع الرسمي (بالتركية)